# Gaku Nawata
Gaku Nawata (japonés: 名和田我空, Nawata Gaku; Kagoshima, 29 de julio de 2006) es un futbolista japonés que juega de delantero en el Gamba Osaka de la J1 League.

## Trayectoria
Comenzó su carrera como jugador de fútbol en el Konokawuchi S. C. cuando era estudiante de primaria. Logró el segundo puesto en el torneo sub-12 de Miyazaki cuando estaba en sexto grado. En 2018, se matriculó en Kamimura Gakuen, conocida por su excelencia en el fútbol. Ganó el torneo nacional de secundaria y fue el máximo goleador. Y luego, se saltó un curso para incorporarse al equipo del instituto, donde sigue siendo un jugador clave.
El 11 de octubre de 2023 fue nombrado por el periódico inglés The Guardian como uno de los mejores jugadores del mundo nacidos en 2006.
El 15 de diciembre de 2024 se anunció su fichaje por el Gamba Osaka para la temporada 2025, iniciando así su carrera como profesional.

## Estadísticas

### Clubes
Actualizado al último partido disputado el 21 de mayo de 2025.
| Club              | Div.          | Temporada     | Liga  | Liga  | Copas nacionales | Copas nacionales | Copas internacionales | Copas internacionales | Total | Total |
| Club              | Div.          | Temporada     | Part. | Goles | Part.            | Goles            | Part.                 | Goles                 | Part. | Goles |
| ----------------- | ------------- | ------------- | ----- | ----- | ---------------- | ---------------- | --------------------- | --------------------- | ----- | ----- |
| Gamba Osaka Japón | 1.ª           | 2025          | 3     | 0     | 2                | 0                | ―                     | ―                     | 5     | 0     |
| Gamba Osaka Japón | Total club    | Total club    | 3     | 0     | 2                | 0                | 0                     | 0                     | 5     | 0     |
| Total carrera     | Total carrera | Total carrera | 3     | 0     | 2                | 0                | 0                     | 0                     | 5     | 0     |